# Radical 70
Le radical 70, qui signifie le carré, est un des 35 des 214 radicaux chinois répertoriés dans le dictionnaire de Kangxi composés de quatre traits.
Le caractère Unicode de 方 est 65B9.

## Caractères avec le radical 70
| nombre de traits          | caractères              |
| ------------------------- | ----------------------- |
| Sans trait supplémentaire | 方                      |
| 4 traits supplémentaires  | 斺 斻 於                |
| 5 traits supplémentaires  | 施 斾 斿 旀             |
| 6 traits supplémentaires  | 旁 旂 旃 旄 旅 旆 旊    |
| 7 traits supplémentaires  | 旇 旈 旉 旋 旌 旍 旎 族 |
| 8 traits supplémentaires  | 旐 旑                   |
| 9 traits supplémentaires  | 旒 旓 旔 旕             |
| 10 traits supplémentaires | 旖 旗                   |
| 12 traits supplémentaires | 旘 旙                   |
| 13 traits supplémentaires | 旚                      |
| 14 traits supplémentaires | 旛                      |
| 15 traits supplémentaires | 旜 旝 旞                |
| 16 traits supplémentaires | 旟                      |